# Clima transiberiano

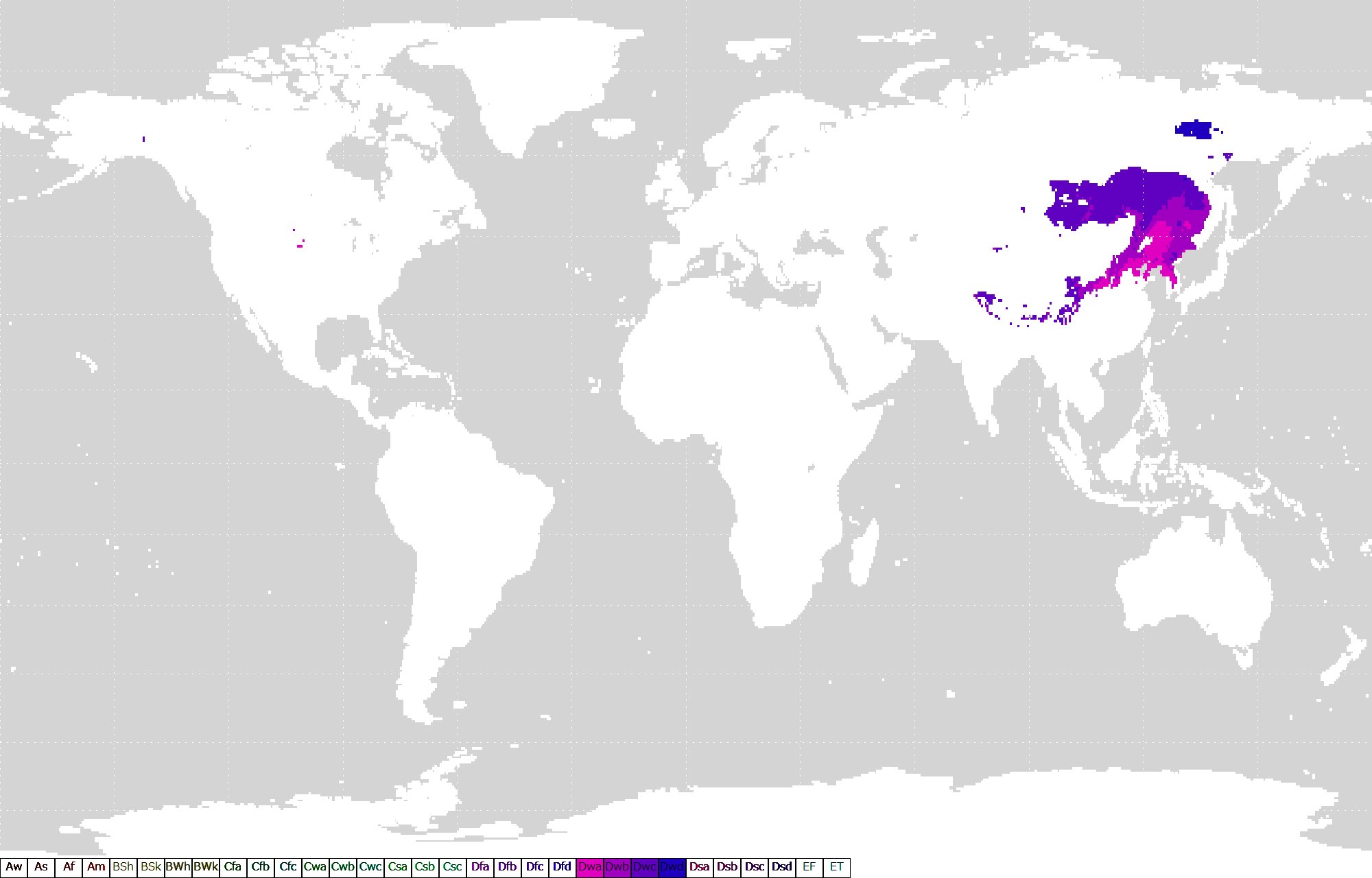
Zone della Terra caratterizzate dal clima transiberiano

Il clima transiberiano (o clima freddo con inverno prolungato) è un tipo di clima boreale che si trova solo nella Siberia orientale.

## Descrizione
Le sue caratteristiche sono estreme: l'inverno, gelido, dura più di otto mesi e le estati sono assai brevi (la loro durata è minore che nel clima boreale delle foreste) e relativamente calde (la temperatura media estiva è comunque inferiore a 20 °C). Le precipitazioni sono scarse, in particolare in inverno (che si può considerare una stagione secca); il manto nevoso, sottile ma durissimo, può durare fino a otto mesi.
Il clima transiberiano è caratterizzato inoltre da elevatissime escursioni termiche annue, che, in certi casi, data la temperatura minima (spesso inferiore a -50 °C) e la massima registrata nel corso dell'anno (anche 30 °C), può superare gli 80 °C di scarto. L'escursione termica delle temperature medie può superare ugualmente i 60 °C.
In questa zona climatica si trova il polo del freddo dell'emisfero boreale, situata all'incirca nell'area dove si trovano i due insediamenti umani più freddi della Terra: Verchojansk e Ojmjakon.

### Vegetazione
Le condizioni climatiche consentono solo la crescita di una taiga di conifere resistentissime al freddo come i pecci.